# NGC 5496
NGC 5496 ist eine 12,2 mag helle Balkenspiralgalaxie vom Hubble-Typ SBcd im Sternbild Jungfrau und 68 Millionen Lichtjahre von der Milchstraße entfernt.
Sie wurde am 23. April 1881 von Edward Singleton Holden entdeckt.

## NGC 5496-Gruppe (LGG 377)
| Galaxie   | Alternativname | Entfernung/Mio. Lj |
| --------- | -------------- | ------------------ |
| NGC 5496  | PGC 50676      | 68                 |
| NGC 5506  | PGC 50782      | 81                 |
| NGC 5507  | PGC 50786      | 81                 |
| IC 976    | PGC 50479      | 67                 |
| PGC 50587 | UGC 9057       | 68                 |